# The Night Agent
Production
Diffusion
The Night Agent, ou Une affaire personnelle au Québec, est une série télévisée américaine, créée par Shawn Ryan et diffusée depuis le 23 mars 2023 sur la plateforme Netflix.
Il s'agit de l'adaptation du roman The Night Agent de Matthew Quirk.
La série fut renouvelée pour une 3e saison le 8 octobre 2024, soit trois mois avant la sortie de la 2e saison.

## Synopsis
Peter Sutherland est un agent du FBI qui travaille dans les sous-sols de la Maison-Blanche, en charge d’un téléphone qui ne sonne jamais. Une nuit, il se retrouve impliqué dans une conspiration. Pour sauver la nation et sa propre vie, il se lance dans une chasse à l’homme.

## Distribution

### Acteurs principaux
- Gabriel Basso (VF : Julien Bouanich) : Peter Sutherland, agent du FBI travaillant en tant qu'opérateur de télécommunications de Night Action à la Maison-Blanche
- Luciane Buchanan (VF : Julie Turin) : Rose Larkin, nièce des deux agents de Night Action
- Arienne Mandi : Noor, agent junior détachée à l'ambassade d'Iran à New-York et qui cherche à sortir sa famille d'Iran (saison 2)
- Amanda Warren (VF : Virginie Emane) : Catherine Weaver, nouvelle agent de liaison de Night Action (saison 2)
- Berto Colon : Solomon Vega, mercenaire au service de Jacob (saison 2)
- Louis Herthum : Jacob Monroe, le courtier (saison 2)
- Michael Malarkey (VF : Pascal Nowak) : Markus Dargan, neveu psychopathe de Viktor (saison 2)
- Keon Alexander : Javad, chef de la sécurité de l'ambassade d'Iran (saison 2)
- Fola Evans-Akingbola (en) (VF : Aurélie Konaté) : Chelsea Arrington, agent des services secrets américains ayant mission de protéger Maddie (saison 1, invitée saison 2)

### Anciens acteurs principaux
- Hong Chau (VF : Yumi Fujimori) : Diane Farr, cheffe de cabinet de la Maison-Blanche (saison 1)
- Sarah Desjardins (VF : Leslie Lipkins) : Maddie Redfield, fille du vice-président
- Enrique Murciano (VF : Benjamin Pascal) : Ben Almora, directeur des services secrets (saison 1)
- D. B. Woodside (VF : Serge Faliu) : Erik Monks, ancien agent des services secrets nouvellement attribué à la garde de Maddie (saison 1)
- Phoenix Raei (en) (VF : Romain Altché) : Dale, tueur professionnel (saison 1)
- Eve Harlow (VF : Zina Khakhoulia) : Ellen, assassin et partenaire de Dale (saison 1)

### Acteurs secondaires
- Kari Matchett (VF : Isabelle Gardien) : Michelle Travers, présidente des États-Unis
- Navid Negahban (VF : Omar Yami) : Abbas Masuri, l'ambassadeur iranien (saison 2)
- Rob Heaps : Tomas Bala, fils de Viktor (saison 2)
- Marwan Kenzari (VF : Philippe Bozo) : Sami Saidi, agent de Night Action (saison 2)
- Jay Karnes : le Dr Wilfred Cole (saison 2)
- Anousha (VF : Laetitia Laburthe-Tolra) : Haleh, collègue et amie fidèle de Noor (saison 2)
- Albert Jones (VF : Grégory Lerigab) : Aiden Mosley, directeur adjoint (saison 2)
- Brittany Snow : Alice, coéquipière de Peter à Bangkok (saison 2)
- Teddy Sears : Warren, agent dissident de la CIA (saison 2)
- Elise Kibler : Sloane Killori, femme de Tomas (saison 2)
- Marjan Neshat : Azita Taheri, mère de Noor (saison 2)
- Dikran Tulaine : Viktor Bala, criminel de guerre emprisonné à La Haye (saison 2)
- Erin Dilly : Gloria Cole (saison 2)
- Ari'el Stacher : Artoun, le nouvel employeur de Rose (saison 2)
- Kiarash Amani : Farhad Taheri, frère de Noor (saison 2)
- Danielle Perez : Céleste Vega, sœur de Solomon (saison 2)
- Kylo Freeman : Dani, mercenaire à la solde de Jacob (saison 2)
- Olli Haaskivi : Lars, terroriste (saison 2)
- Mershad Torabi : Bijan, mari d'Haleh (saison 2)
- Georgia Wehler : Jess Cole (saison 2)
- Daisuke Tsuji : Agent Levine (saison 2)

### Anciens acteurs secondaires
- Christopher Shyer (VF : Pascal Germain) : Ashley Redfield, vice-président
- Ben Cotton (VF : Laurent Morteau) : Gordon Wick, directeur général de la mystérieuse entreprise gouvernementale Turn Lake Industries
- Robert Patrick (VF : Patrick Bonnel) : Jamie Hawkins, directeur adjoint du FBI
- Toby Levins (VF : Jean Rieffel) : Nathan Briggs, agent des services secrets faisant partie de l'équipe de détail du vice-président
- Adam Tsekhman : Omar Zadar
- Curtis Lum (VF : Thierry Walker) : Cisco, ami policier de Peter
- Andre Anthony (VF : Clément Moreau) : Matteo / Colin Worley
- Tim Kelleher : Jim Wilson, parrain de Peter et journaliste
- Hiro Kanagawa (VF : Thierry Walker) : Willet, le directeur du FBI
- Simone Kessell (VF : Marie-Eve Dufresne) : Emma Campbell, la tante de Rose
- William MacDonald : Henri Campbell, l'oncle de Rose
- Gabrielle Rose (VF : Annie Le Youdec) : Lorna, ancienne amie d'Emma et Henri
- Greyston Holt (VF : Jean-Baptiste Marcenac) : Paulo, le professeur d'arts de Maggie
- Richard Harmon : Elliot Rome, théoricien du complot
- Andres Collantes : Jeff Richard, collègue de Chelsea
- Philip Prajoux : David Cullin, collègue de Chelsea
- Jessie Lang : Valérie Chen, assistante de Diane
- Alex Rose (VF : Alan Aubert-Carlin) : Liam, agent du FBI
- Paolina Van Kleef : Harper, amie de Maggie
- Rebecca Staab : Cynthia Hawkins, femme de Jamie et ex-agent du FBI
- Erica Gimpel : Brittany Arrington, la mère de Chelsea

 Source et légende : version française (VF) sur RS Doublage

## Production

### Développement
Le 24 décembre 2020, Sony Pictures Television est établi pour produire la mini-série adaptée du roman du même titre de Matthew Quirk, avec Shawn Ryan en tant que scénariste. Le 21 juillet 2021, cette mini-série est acquise par Netflix, avec Seth Gordon qui réalisera le pilote et produira les dix épisodes avec Ryan, Marney Hochman, Julia Gunn, James Vanderbilt, William Sherak, Paul Neinstein, Nicole Tossou et David Beaubaire. La mini-série est mise en ligne le 23 mars 2023 sur Netflix.
Le 29 mars 2023, selon Netflix, la série est officiellement renouvelée pour une deuxième saison, dont le tournage débute en 2024.

### Attribution des rôles
Le 22 novembre 2021, Gabriel Basso et Luciane Buchanan sont choisies pour la mini-série. Le 1er février 2022, Hong Chau, D. B. Woodside, Fola Evans-Akingbola, Eve Harlow, Phoenix Raei, Enrique Murciano et Sarah Desjardins les rejoignent. Le 24 février 2023, Kari Matchett est également choisie dans un rôle secondaire.
Pour la seconde saison,  Amanda Warren est annoncée, début décembre 2023, engagée pour un rôle irrégulier. Mi-janvier 2024, Berto Colon, Louis Herthum et Arienne Mandi se joignent à l'équipe, ainsi que Brittany Snow et Teddy Sears dans les rôles irréguliers. Mi-février, Michael Malarkey et Keon Alexander sont également engagés, puis Navid Negahban et Rob Heaps les rejoignent.

### Tournage
Le tournage commence en février 2022, en Colombie-Britannique pour le district régional du Grand Vancouver (Canada), au Washington, DC et à Los Angeles, en Californie (États-Unis), jusqu'en juin de la même année.
Pour la seconde saison, il débute le 5 février 2024 à New York, ainsi qu'en Thaïlande et à Washington. Il prend fin le 17 juin, annoncé par Netflix.

### Musique
La musique de la série est composée par Robert Duncan.

### Fiche technique
Sauf indication contraire, les informations mentionnées dans cette section peuvent être confirmées par la base de données cinématographiques IMDb,  présente dans la section « Liens externes ».
- Titre original et français : The Night Agent
- Titre québécois : Une affaire personnelle
- Création : Shawn Ryan
- Réalisation : Adam Arkin, Guy Ferland, Seth Gordon, Ramaa Mosley et Millicent Shelton
- Scénario : Imogen Browder, Matthew Quirk, Shawn Ryan, Tiffany Shaw Ho et Rachel Wolf, d'après le roman The Night Agent de Matthew Quirk[2]
- Musique : Robert Duncan
- Direction artistique : Shannon Courte	et Gwendolyn Margetson
- Décors : Gregory G. Venturi
- Costumes : Carla Hetland
- Photographie : Michael Wale, Simon Chapman, François Dagenais et David Hennings
- Montage : Natasha Gjurokovic, Anthony Pinker, Lilly Urban	et Peter S. Elliot
- Casting : John Papsidera
- Production : Nick Bradley et James Dodson
- Sociétés de production : Exhibit A, Matrix Production Services, MiddKid Productions, Project X Entertainment, Sony Pictures Television et Sunset Lane Entertaiment
- Société de distribution : Netflix
- Pays de production :  États-Unis
- Langue originale : anglais
- Format : couleur
- Genre : action, drame, thriller
- Nombre de saison : 2
- Nombre d'épisode : 20
- Durée : 45–56 minutes
- Date de première diffusion :
  - Monde : 23 mars 2023 sur Netflix[1]
- Classification (facult.) : n/a

## Épisodes

### Première saison
La première saison est mise en ligne le 23 mars 2023
1. L'Appel (The Call)
2. Numéro en mémoire (Redial)
3. La Gardienne du zoo (The Zookeeper)
4. Pas pour tout le monde (Eyes Only)
5. La Marionnette (The Marionette)
6. En eaux profondes (Fathoms)
7. Un plat qui se mange froid (Best Served Cold)
8. Retour sur image (Redux)
9. Un mal familier (The Devil We Know)
10. Les Pères (Fathers)

### Deuxième saison
La deuxième saison est mise en ligne sur Netflix le 23 janvier 2025.
1. Suivi d'appel (Call Tracking)
2. Déconnexion (Disconnected)
3. Biens publics (Government Property)
4. Des mesures désespérées (Desperate Measures)
5. Une affaire de famille (A Family Matter)
6. Un bon agent (A Good Agent)
7. Coup de sang (Tilt)
8. Divergence (Divergence)
9. Échange culturel (Cultural Exchange)
10. Le prix à payer (Buyer's Remorse)

## Accueil

### Audience
Selon Netflix, la mini-série a enregistré 168,71 millions heures de visionnage au cours des quatre premiers jours dans le monde entier, se classant au troisième rang pour une première série. Pour la deuxième semaine, elle accumule 216,4 millions heures de visionnage.

### Critiques
Le site Rotten Tomatoes a un taux d'approbation de 67 % avec une note moyenne de 6.7⁄10, basé sur 15 critiques. Sur Metacritic, il a un score moyen pondéré de 70⁄100 basé sur 9 critiques.
Sur Allociné, la presse lui donne une note moyenne de 3⁄5.
Pierre Langlais de Télérama assure que « le thriller antiterroriste, contemporain de The Shield, est ici copieusement imité : même rythme infernal, même taupe au sein du gouvernement, mêmes assassins, même musique. » et Stéphanie Guerrin du Parisien prévient que « son intrigue peu crédible reste en effet palpitante. On doute cependant qu’elle restera dans les mémoires. ».